# Станіслав Кемпінський
Станіслав Кемпінський (пол. Stanisław Kępiński; 11 листопада 1867—25 березня 1908) — науковець, математик, ректор Львівської політехніки (1903—1904).

## Біографія

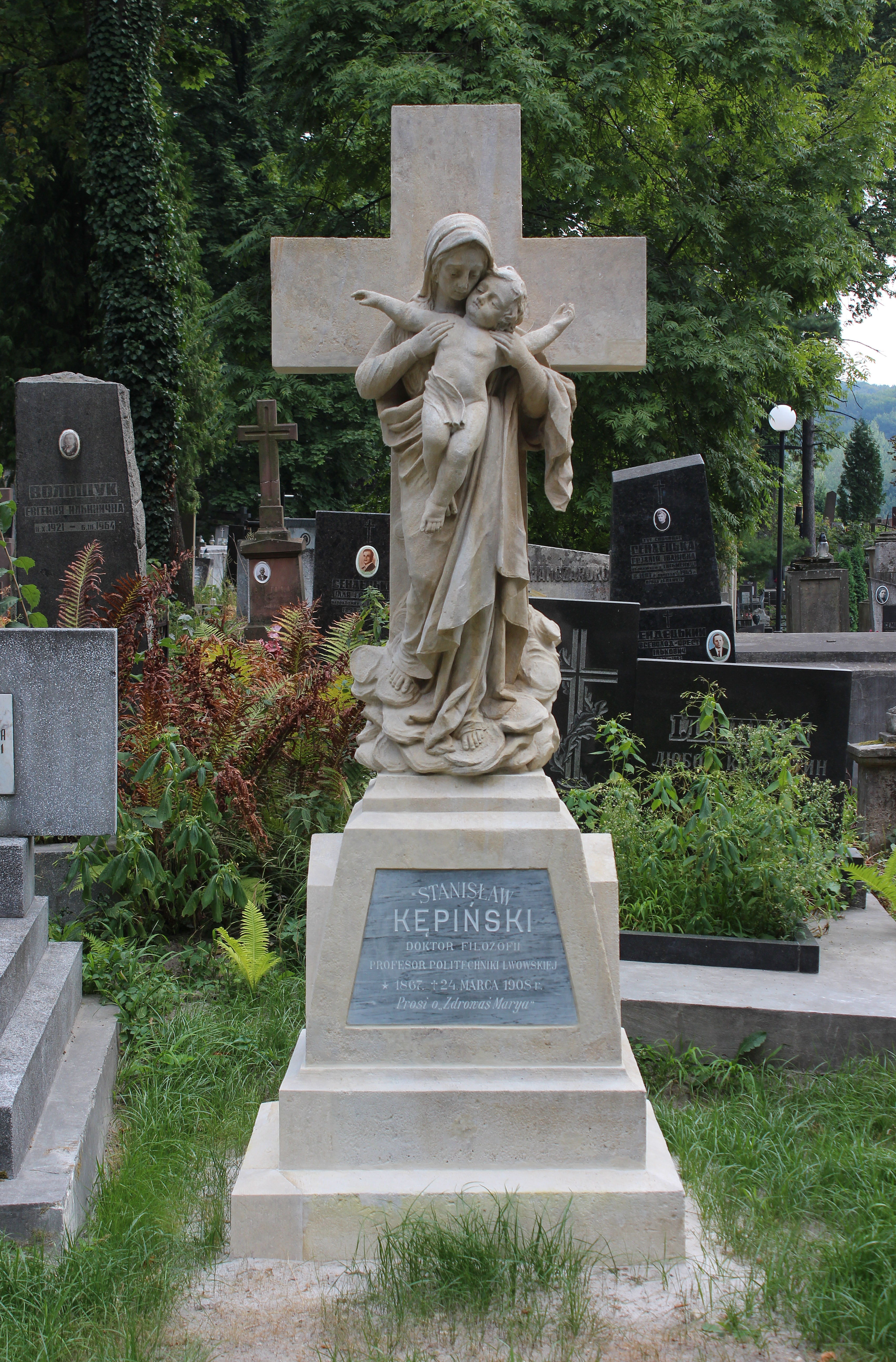

Народився 11 листопада 1867 року в Бохні. У 1885 році закінчив гімназію у Кракові. Упродовж 1885—1889 років навчався в Ягеллонському університеті в Кракові, де вивчав математику, фізику та астрономію. У 1891 році здобув ступінь доктора філософії. Згодом продовжив навчання в Геттінгені та Берліні. Після повернення до Кракова працював вчителем математики у Вищій реальній школі. У 1893—1896 роках викладав математику в Ягеллонському університеті як приватний доцент, а з 1896 року — як надзвичайний професор. У 1898 році був призначений професором кафедри математики Політехнічної школи у Львові. У 1902—1908 роках його чотири рази обирали деканом відділу інженерії, а в 1903/4 навчальному році був обраний ректором Львівської політехнічної школи. Одночасно викладав математику у Львівському університеті. Займався дослідженнями в галузі теорії функцій. Автор багатьох підручників і наукових публікацій.
Помер 25 березня 1908 року в Закопане. Похований на полі № 51 Личаківського цвинтаря.